# Весовая палата (Амстердам)
Весовая Палата (нидерл. Waag) — важница XV века на площади Ниумаркт в Амстердаме (Нидерланды). Является старейшим из сохранившихся до наших дней зданий Амстердама нерелигиозного назначения.
Здание было построено в 1488 году как ворота городской стены Амстердама. Некоторые исследователи полагают, что здание существовало с 1425 года, а в дальнейшем было надстроено.
В конце XVI века город вырос за пределы стены, и ворота Святого Антония (нидерл. Sint Antoniespoort), как тогда называлось здание, утратили свою функцию. В XVII веке в бывших воротах начала работу весовая служба, осуществлявшая взвешивание товаров для рынка. В верхних этажах здания расположились резиденции нескольких гильдий — кузнецов, художников, каменщиков и хирургов. При гильдии хирургов работал анатомический театр, один из уроков в этом театре был запечатлён на картине Рембрандта «Урок анатомии доктора Тульпа».
В XIX веке после расформирования гильдий в здании размещалась мастерская масляных фонарей уличного освещения, затем пожарная станция. Позднее палату занял городской архив Амстердама.
Большую часть XX века в Весовой Палате работали музеи — с 1926 года в здании находился Амстердамский исторический музей, а с 1932 года — Еврейский исторический музей. С 1987 по 1994 годы Весовая палата пустовала. После проведённой реставрации нижние этажи здания заняли кафе и рестораны, а верхние — организация Waag Society, работающая в сфере медиатехнологий.